# Euxoa pindar
Euxoa pindar là một loài bướm đêm trong họ Noctuidae.